# Stewart McKimmie
Stewart McKimmie (27 de outubro de 1962) é um ex-futebolista escocês.

## Carreira
Stewart McKimmie competiu na Copa do Mundo FIFA de 1990, sediada na Itália, na qual a seleção de seu país terminou na 18º colocação dentre os 24 participantes.